# Adi Gordon
Adi Gordon (in ebraico עדי גורדון‎?; Binyamina, 4 marzo 1966) è un ex cestista israeliano.

## Carriera
Con Israele ha disputato i Campionati mondiali del 1986 e tre edizioni dei Campionati europei (1987, 1993, 1995).

## Palmarès
- Coppa di Israele: 2

Hapoel Gerusalemme: 1995-96, 1996-97